# Leptolalax khasiorum
Espèce
Leptolalax khasiorum est une espèce d'amphibiens de la famille des Megophryidae.

## Répartition
Cette espèce est endémique des monts Khasi dans l'État du Meghalaya en Inde.

## Étymologie
Cette espèce est nommée en référence au lieu de sa découverte, les monts Khasi.

## Publication originale
- Das, Lyngdoh Tron, Rangad & Hooroo, 2010 : A new species of Leptolalax (Anura: Megophryidae) from the sacred groves of Mawphlang, Meghalaya, north-eastern India. Zootaxa, no 2339, p. 44–56.